# Notoreas catocalaria
Notoreas catocalaria là một loài bướm đêm trong họ Geometridae.